# Мадярони
Мадяро́ни —  назва закарпатської етнокультурної групи, як правило — духовенства та інтелігенції, яка має відверту угорську орієнтацію, відмовилися від власної мови, культури, релігії, сприяють мадяризації українського населення, соромляться свого народу, приховують своє українське походження. Мадярони вважають українців Закарпаття окремою «русинською» нацією й у 1918-1940-х роках відстоювали ідею приєднання Підкарпатської Русі до Угорщини. Діти мадяронів зазвичай вже вважали себе мадярами, а не українцями. Так, сини мадярона Івана Куртяка були виховані в угорському дусі, належали до мадярської шовіністичної молодіжної організації «Левенте» та вважали себе угорцями.

## Історія
Термін «мадярони» та «мадяронство» виник у ХІХ — першій половині XX ст. в руському (українському) середовищі, означав національну зраду й використовувався для позначення змадяризованих русинів (українців). Прагнучи вислужитися перед угорською владою, мадярони були інструментом мадяризації та пригноблення українського населення Закарпаття. Олександр Духнович писав:
| Настала боротьба русинів проти русинів! Змадяризовані русини подібно дияволом пекельним стають проти русинів, їх знищити бажають, тобто: мадяризувати, і стерти в Угорщині руське плем'я…[7] |
| Йому руське слово бридке; він соромиться руського. Сущий поміж мадярами, він уже мондокає, шукаючи тим схильності у чужих... Так істинно єсть моє слово: русин угорський (мадярон) чим-небудь буде тільки не русином»[8] |
Олександр Ільницький, один з ідеологів мадяронства, вважав «угро-русинів» частиною угорського народу. Він писав: 
| Русинов треба передовсем освободити от всех остатков из чужины занесенных протягом двох десятилет культурных напрямов — тоесть из русина треба переже зробити русина, что бы потом душевно приобразовати его в носителя угорской идеи, что бы научити его кооперовати з мадьярским народом, что бы умив не лишь жити, але если треба — и умерти за тысяилитню святостефанску отчизну[9]. |
| Карпатска территория не мае нич общого с Украиною; тут все русины жили и живуть, котрых с великороссами и украинцями только славянское происхождение вяже, но которых отделяе от них в темпераменти в религийных и народных обычаях, в традициях, а, особливо, в вопросе спольной судьбы сильна стина, непоколебима стина тысячолетной мадярско-руськой истории[10]. |
Основним чинником виникнення мадяронів була мадяризація, яку проводила угорська влада. В Угорському королівстві були створені такі умови життя та психологічний клімат для національних меншин, які змушували останніх, часто наперекір особистим принципам та переконанням, адаптуватися до нових умов життя шляхом відречення від власної національної культури, мови, політичних, релігійних та інших поглядів. В угорському соціумі, якому притаманний високий рівень нетерпимості по відношенню до немадярських національностей, лише відмова від своєї народності, визнання себе мадяром та «патріотична» діяльність, як правило, давали можливість отримати освіту, зберегти чи зайняти високу посаду й просуватися по кар'єрній драбині, або просто мати засоби для існування. Формуванню в українців комплексу меншовартості та переходу до мадяронів сприяла не лише шовіністична політика угорської влади, але й негативні риси менталітету та поведінка самих угорців, які на побутовому рівні у спілкуванні з українцями постійно намагалися показати свою вищість, підкреслити простакуватість, неосвіченість закарпатців, обзивали їх «дикунами-рушняками», «дурними русинами», «смердючими рутенами», «свинями», а то й взагалі не вважали за людей. Зверхнє ставлення мадярів було характерне не лише до українців, але й інших слов'янських народів, а також німців. Відомий закарпатський будитель Олександр Духнович писав: 
| У них (мадярів) всі народи – бидло, скоти, тільки один мадяр був людиною», «хто не мадяр, той і не людина»[16]. |
В освіті політика угорської влади була спрямована на культивування у дітей та молоді почуття належності до «мадярської батьківщини і мадярської нації» та відданості Угорській державі. Степан Клочурак у свої споминах про це так писав: 
| Це було калічення наших дитячих душ і виховання з нас ренегатів-мадяронів[17]. |
Іван Франко у статті «І ми в Європі» описує, як шкільний інспектор угорець, запрошений на обід до місцевого священика, обурився тим, що його донька розмовляє українською мовою:

| «Я не можу їсти обіду разом з таким мадярським горожанином, котрий не навчив своєї дитини по-мадярськи, котрого дитина гавкає варварським жаргоном!»[18]. |
Діти ж мадяронів як правило ставали також мадяронами. Так, сини Івана Куртяка навчалися у мадярській гімназії в Комарно (тепер Словаччина), були виховані в угорському дусі й належали до мадярської шовіністичної молодіжної організації «Левенте». Один із священиків у Лаборці, говорив: «Я русин тільки в церкві, а вийшовши із церкви – мадяр». За статистичними даними 1900 року тільки 23 % всіх священиків греко-католиків, які у абсолютній більшості були українцями за національністю, послуговувалось українською мовою.
У часи перших українських визвольних змагань мадярони проводили діяльність проти приєднання Закарпаття до Західноукраїнської Народної Республіки.
Під час Другої світової війни мадярони тісно співпрацювали з угорським урядом, нападали на січовиків, брали участь у катуваннях та розстрілах вояків «Карпатської Січі».
Мадяронами також називають зденаціоналізованих словаків, які виступають за повернення до складу Угорщини принаймні східної частини Словаччини. Місцеві мадярони вважають себе окремим від словаків народом — слов'яками. Ще у XIX столітті слов'яцькі активісти працювали над кодифікацією гірських східно-словацьких діалектів в окрему літературну мову. Винахідники слов'яцтва зберігали лояльність до Будапешта і не підтримували панслов'янські захоплення інших словацьких діячів.

## «Угроруська народна рада»
9 листопада 1918 року в Ужгороді мадяронами було утворена «Угроруська народна рада» (Рада рутенів Мадярії), на чолі з каноніком Мукачівської греко-католицької єпархії Симеоном Сабовим (1863—1929). Угроруська народна рада прийняла «Меморандум», в якому заявила, що угроруський народ приєднується до своєї батьківщини-Угорщини й виступає за недоторканість її території.
Основною мадяронською партією на Закарпатті був підтримуваний Угорщиною «Автономно-землеробський союз», заснований у 1924 році мадяроном Іваном Куртяком. В народі цю партію звали куртяківською, а її послідовників – куртяківцями. По смерті її засновника 1933 року керівництво партії перебрав редактор партійної газети «Русскій Вѣстникъ» — Андрій Бродій.
До мадяронів належали Олександр Бонкало, Антоній Годинка, Андрій Бродій, Олександр Ільницький, Іван Гарайда, Іван Куртяк, Степан Фенцик та інші.